# Adolf Barth (Mediziner, 1852)
Adolf Franz Barth (* 26. November 1852 in Alsleben; † 28. Januar 1936 in Leipzig) war ein deutscher Hals-Nasen-Ohren-Arzt.

## Leben
Barth studierte ab 1874 Medizin an den Universitäten Bonn, Marburg und Straßburg; erstgenannte promovierte ihn 1879 zum Doktor, womit Barth sein Studium abschloss. Während seines Studiums in Bonn  wurde er 1876 Mitglied des Medizinisch-Naturwissenschaftlichen Vereins, der späteren Landsmannschaft Marksburgia.
1890 erhielt er einen Ruf als außerordentlicher Professor für Hals-, Nasen- und Ohrenkrankheiten an die Universität Marburg. An die Universität Breslau wechselte er in dieser Stellung 1895 und 1896 schließlich an die Universität Leipzig. Dort war er zunächst ebenfalls außerordentlicher, ab 1922 bis 1924 erster ordentlicher Professor. In Leipzig lebte er in der Salomonstraße 3.
Er heiratete am 22. Juni 1891 in Lindau eine Baronesse aus der alten Lindauer Patrizierfamilie Ruepprecht.

## Veröffentlichungen (Auswahl)
- Toxikologische Untersuchungen über Chilisalpeter. 1879. (Dissertation)
- Über die Bildung der menschlichen Stimme und ihres Klanges beim Singen und Sprechen vom physiologisch-physikalischen Standpunkte betrachtet. Leipzig 1904.
- Klang und Tonhöhe der Sprechstimme Leipzig 1906.